# Wild Beasts

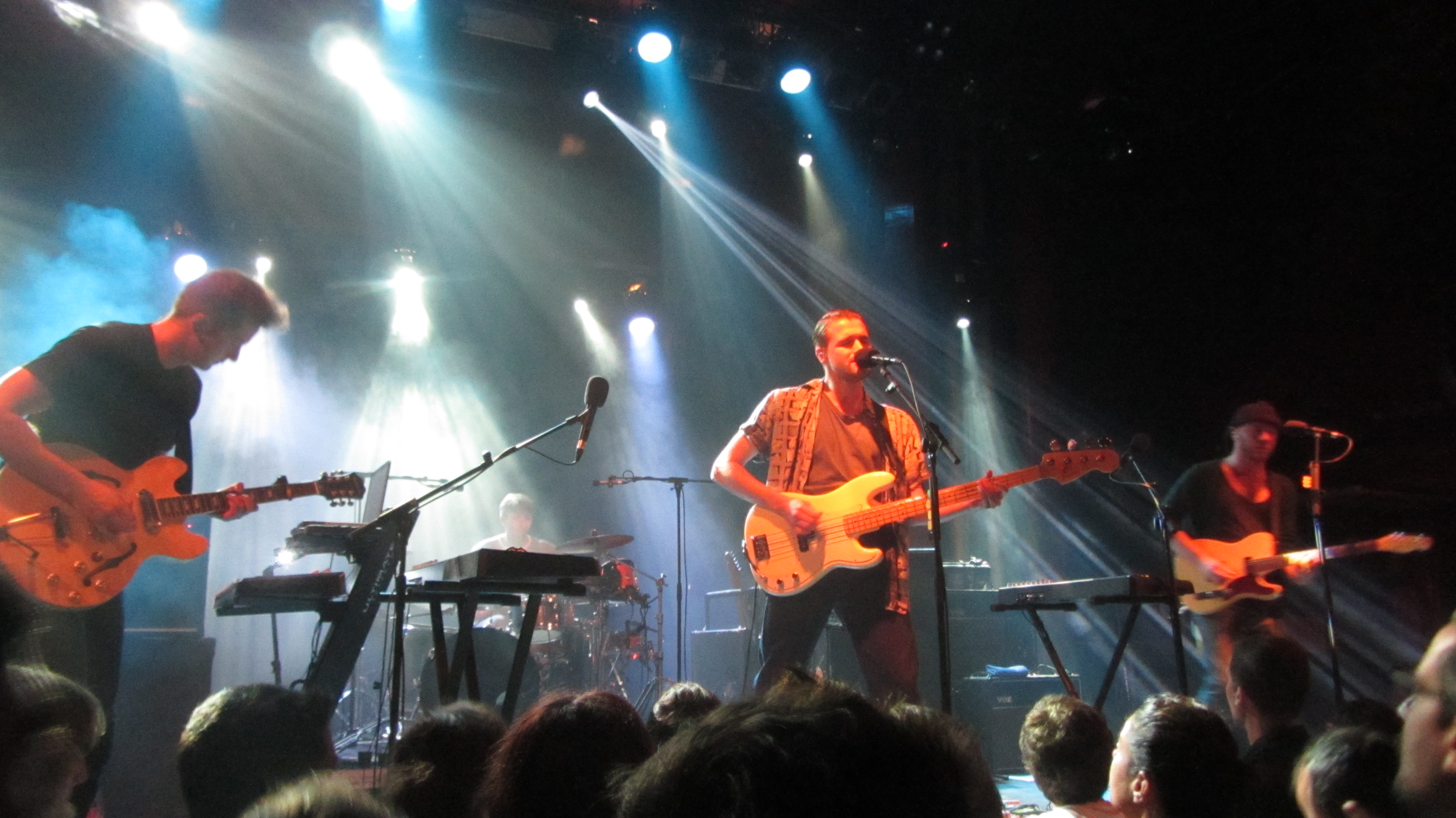
Wild Beasts en 2014, en la Sala Apolo de Barcelona.

Wild Beasts fue una banda de indie rock oriunda de Kendal, Inglaterra. Su primer sencillo, «Brave Bulging Buoyant Clairvoyants», fue lanzado por Bad Sneakers Records en noviembre de 2006. A partir de su primer disco firmaron para el sello Domino Records. Lanzaron cuatro álbumes, de los cuales Two Dancers (2009) fue nominado al Premio Mercury.
La banda anunció su separación el 25 de septiembre del 2017,y realizaron sus últimos tres conciertos en febrero del año siguiente.

## Discografía

### Álbumes
- 2008 - Limbo, Panto (Domino Records)
- 2009 - Two Dancers (Domino Records) UK No. 68
- 2011 - Smother (Domino Records) UK No. 17[5]
- 2014 - Present Tense (Domino Records) UK No. 10
- 2016 - Boy King
- 2018 - Last Night All My Dreams Came True

### EP
- 2004 - Wild Beasts
- 2005 - Esprit De Corps
- 2005 - All Men
- 2011 - Reach A Bit Further (vinilo 12")
- 2017 - Punk Drunk And Trembling

### Sencillos
- 2006 - «Brave Bulging Buoyant Clairvoyants» / «The Old Dog» (Bad Sneakers Records)
- 2007 - «Through Dark Night» / «Please Sir» (Bad Sneakers Records)
- 2007 - «Assembly» / «Sylvia, A Melodrama» (Domino Records)
- 2008 - «The Devil's Crayon» / «Treacle Tin» (Domino Records)
- 2008 - «Brave Bulging Buoyant Clairvoyants» / «Mummy's Boy» (Domino Records)
- 2009 - «Hooting & Howling» / «Through the Iron Gate» (Domino Records)
- 2009 - «All The King's Men» (Domino Records)
- 2010 - «We Still Got The Taste Dancin' On Our Tongues» (Domino Records)
- 2011 - «Albatross» / «Smother» (Domino Records)
- 2011 - «Bed of Nails» / «Catherine Wheel» (Domino Records)
- 2011 - «Reach a Bit Further» / «Thankless Thing» (Domino Records)
- 2012 - «Stray» (descarga digital, Domino Records)
- 2014 - «Wanderlust» / «Byzantine» (Domino Records)
- 2014 - «Sweet Spot» (Domino Records)
- 2014 - «A Simple Beautiful Truth» (Domino Records)
- 2014 - «Mecca» (Domino Records)

### Remixes
- Lady Gaga - «Yoü and I»[6]
- 2:54 - «You're Early»
- Jessie Ware - «Night Light»
- Nimmo and the Gauntletts - «Others»

## Integrantes
|                                   |
| Hayden Thorpe: voz, bajo, teclado |

|                                     |
| Tom Fleming: voz, guitarra, teclado |

|                               |
| Ben Little: guitarra, teclado |

|                                    |
| Chris Talbot: batería, percusiones |